# Драган Станковић
Драган Станковић (рођен 18. октобра 1985. године у Зајечару) српски је одбојкаш, који игра на позицији средњег блокера.

## Клубови
Каријеру је почео у Тимоку из Зајечара, одакле 2004. долази у Црвена звезду. Поуздани средњи блокер је одмах по доласку у тим постао стандардан првотимац, а екипа је у сезони 2004/05. стигла до полуфинала плеј-офа и Купа Србије и Црне Горе. Станковић је у плеј-офу забележио 44 освојена поена на седам утакмица и био четврти поентер састава који је са клупе предводио тренер црвено-белих Жељко Булатовић.
Наредне сезоне клуб је имао исти резултат у домаћим такмичењима – полуфинала Купа и плеј-офа, а Станковић је у доигравању забележио 49 поена на пет утакмица. и био трећи по ефикасности у тиму, иза Томислава Докића (75) и Николе Ковачевића (62).
У шампионату Србије 2006/07. Драган је пружио сјајне партије. У лигашком делу забележио је 265 поена у 20 утакмица и био други поентер клуба и најбољи блокер екипе. У фебруару 2007. проглашен је и за најбољег спортисту месеца СД Црвена звезда, али су касније црвено-бели поново заустављени у полуфиналу плеј-офа.
Звезда коначно стиже до титуле у сезони 2007/08, када је Станковић чинио сјајан тандем у блоку са Миланом Рашићем. Станковић је у плеј-офу нанизао 107 поена, био други поентер шампионског тима, иза Докића (229) и тако се на најлепши начин титулом опростио од црвено-белог дреса.
Сезону 2008/09. провео је у Будванској Ривијери, а од 2009. године члан је италијанског Лубеа из Мачерате са којим је освојио две титуле првака 2012. и 2014. године, Суперкуп Италије 2012. и 2014. и Челенџ куп 2011. године.

## Репрезентација
Дуго је био члан репрезентације Србије, у којој је постао капитен после повлачења Бојана Јанића. Са националним тимом је освојио злато на Европском првенству 2011. које је одржано у Аустрији и Чешкој. У колекцији има четири сребра из Светске лиге (Београд 2005, Рио де Жанеиро 2008, Београд 2009. и Бело Хоризонте 2015. године), као и бронзу 2010. у Кордоби. На Светском првенству 2010. у Италији такође је стигао до бронзане медаље, као и на три Европска шампионата – 2005. у Србији и Италији, 2007. у Русији и 2013. у Данској и Пољској. Учествовао је и на Олимпијским играма 2012. у Лондону.

## Приватан живот
Ожењен је и има троје деце.